# 蒙洛尔 (奥德省)
蒙洛尔（法語：Montlaur，法語發音：[mɔ̃lɔʁ] ⓘ）是法国奥德省的一个旧市镇，位于该省中北部，属于卡尔卡松区。2019年，蒙洛尔与市镇普拉代勒昂瓦勒合并为新市镇瓦勒德达涅。

## 地理
蒙洛尔（43°7'46"N, 2°33'28"E）面积33.92 平方千米，位于法国奧克西塔尼大區奥德省，该省份为法国南部沿海省份，北起塔恩省，西北接上加龙省，西接阿列日省，南至东比利牛斯省，东临地中海，东北与埃罗省接壤。
与蒙洛尔接壤的市镇（或旧市镇、城区）包括：阿尔凯特昂瓦勒、卡庞迪、科米涅、杜藏、拉格拉斯、普拉代勒昂瓦勒、塞尔维耶斯昂瓦勒。

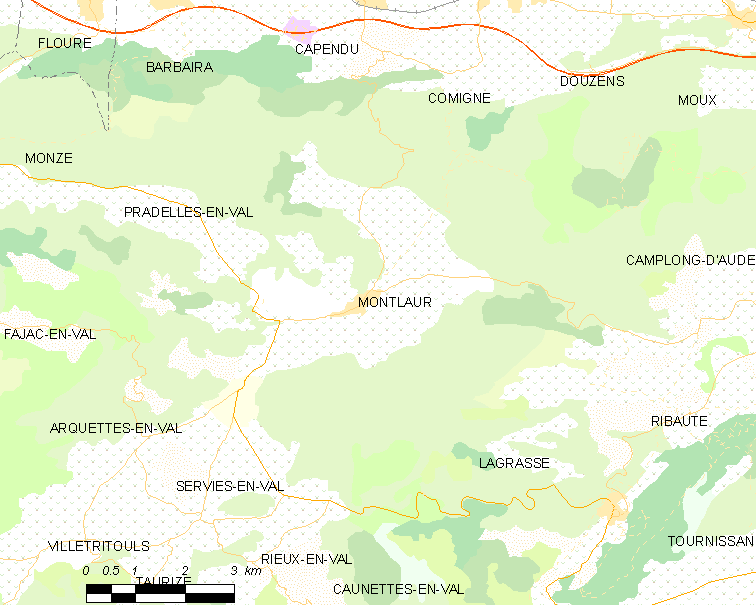
的OSM定位图

蒙洛尔的时区为UTC+01:00、UTC+02:00（夏令时）。

## 行政
蒙洛尔的邮政编码为11220，INSEE市镇编码为11251。

## 政治
蒙洛尔所属的省级选区为亚拉里克山县。

## 人口

1962-2008年间人口变化图示

蒙洛尔于2018年1月1日时的人口数量为561人。